# Église Saint-Bavon de Zellik
L'église Saint-Bavon (en néerlandais : Sint-Bavokerk) est une église dédiée à Bavon de Gand située à Zellik, section de la commune belge d'Asse, dans la province du Brabant flamand.
Après avoir été construite en bois avant l'an mille, avoir brûlé, avoir été reconstruite en style roman en 1432, avoir été démolie en 1648 à la suite des troubles religieux, elle est édifiée entre 1659 et 1663 en style gothique tardif, ce qui constitue son style dominant actuel. 

## Historique

### Première église: en bois
Il est fait mention dès 974 d'une église probablement construite en bois et couverte d'une toiture en paille. Cette église a été fondée par l'abbaye Saint-Bavon de Gand et est déjà consacrée à saint Bavon,.
Cette église brûle en 1431 et est remplacée par une église romane.

### Deuxième église: romane
L'église romane est inaugurée le 20 décembre 1432,. Gravement endommagée lors des troubles religieux au XVIIe siècle, elle est démolie en 1648,,.

### Troisième église: gothique tardif
Cette église est édifiée dans les années 1659-1663 en incorporant la tour de l'église précédente. La structure d'ensemble correspond à celle que l'on peut voir aujourd'hui,,. 
En 1684, le curé Snijders fait remplacer la fenêtre gothique du baptistère par une fenêtre de style Renaissance surmontée d'un chronogramme qui indique 1659, l'année de début de construction de l'édifice. 
En 1783, l’église est restaurée et dotée d'une nouvelle porte, sur le montant de laquelle on peut voir le millésime « 1783 ».
L'utilisation de l'ancien cimetière paroissial est arrêtée en 1937.
L'église est classée comme monument historique depuis le 25 mars 1938 et figure à l'Inventaire du patrimoine immobilier de la Région flamande sous la référence 76857,. Le cimetière et son mur de clôture sont classés en tant que paysage historico-culturel depuis la même date.

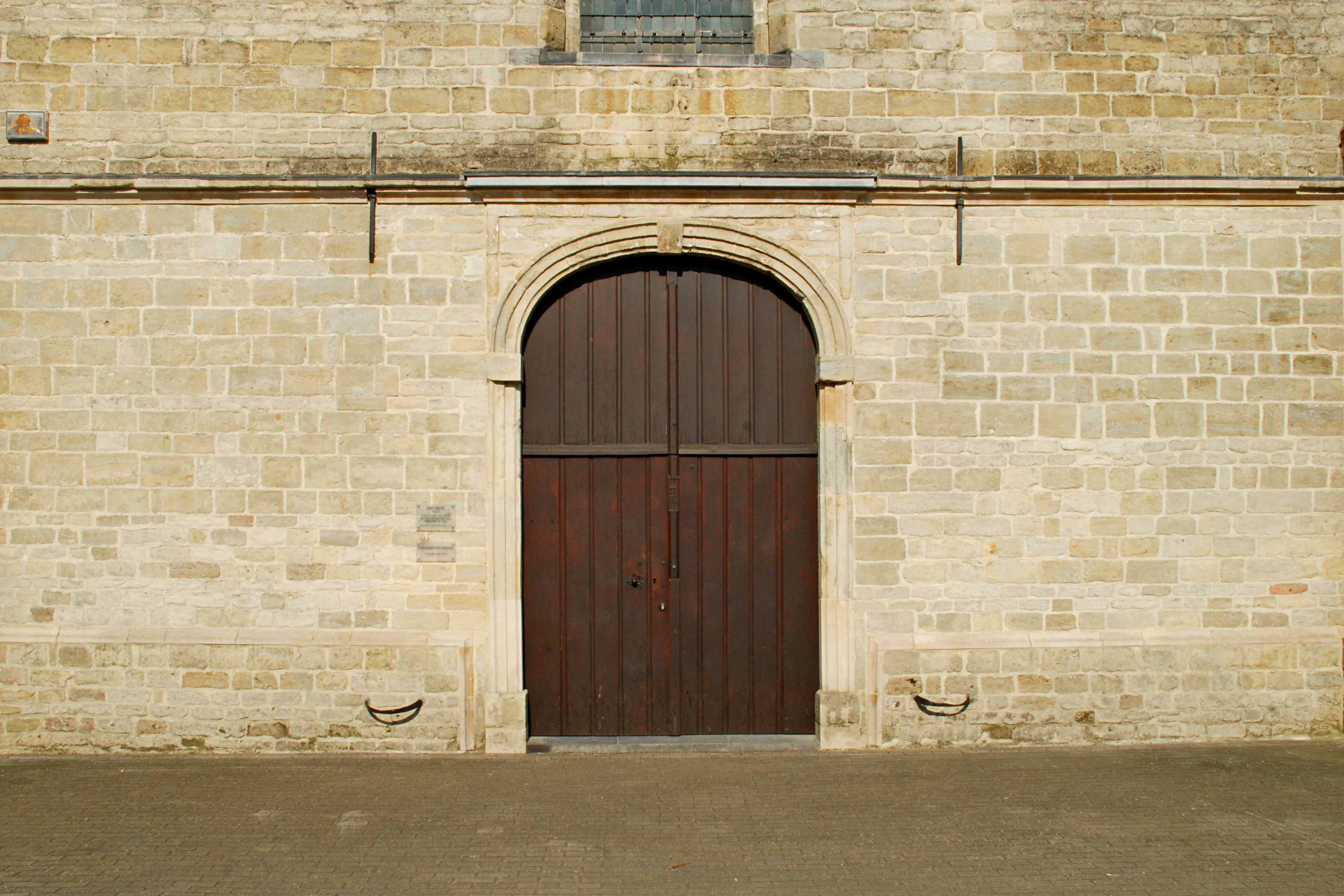
Le portail.

## Architecture

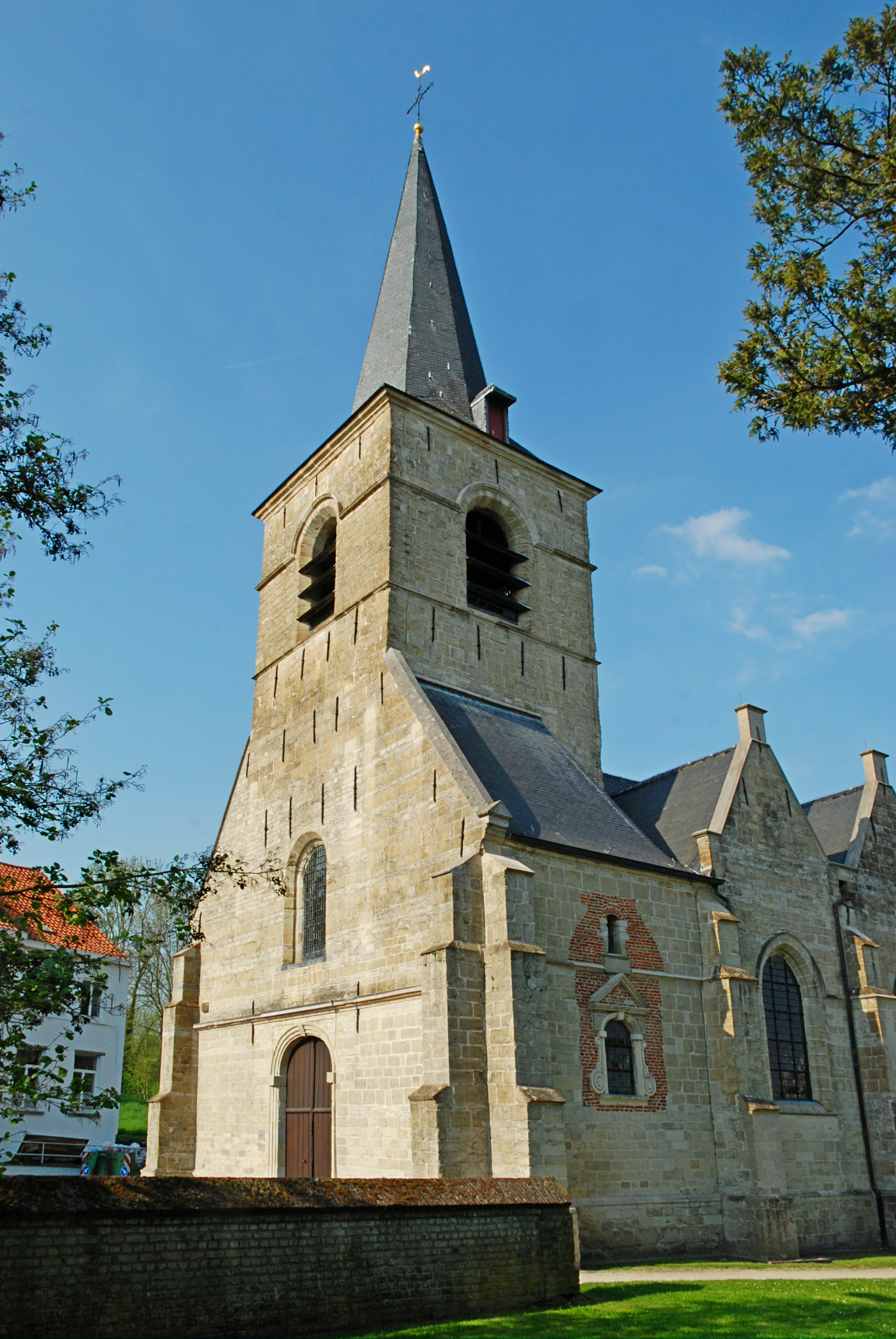
La tour.
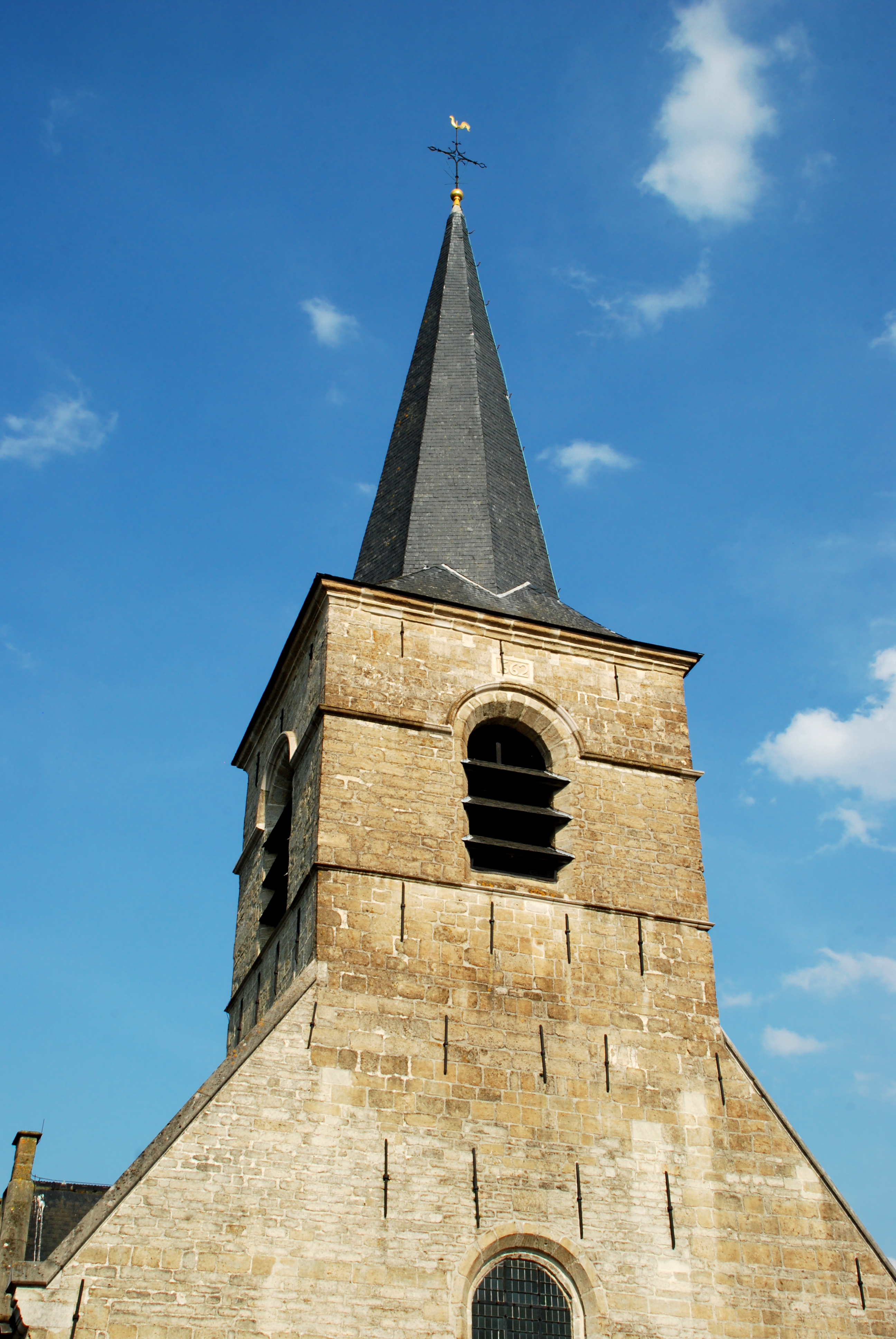
Le clocher.
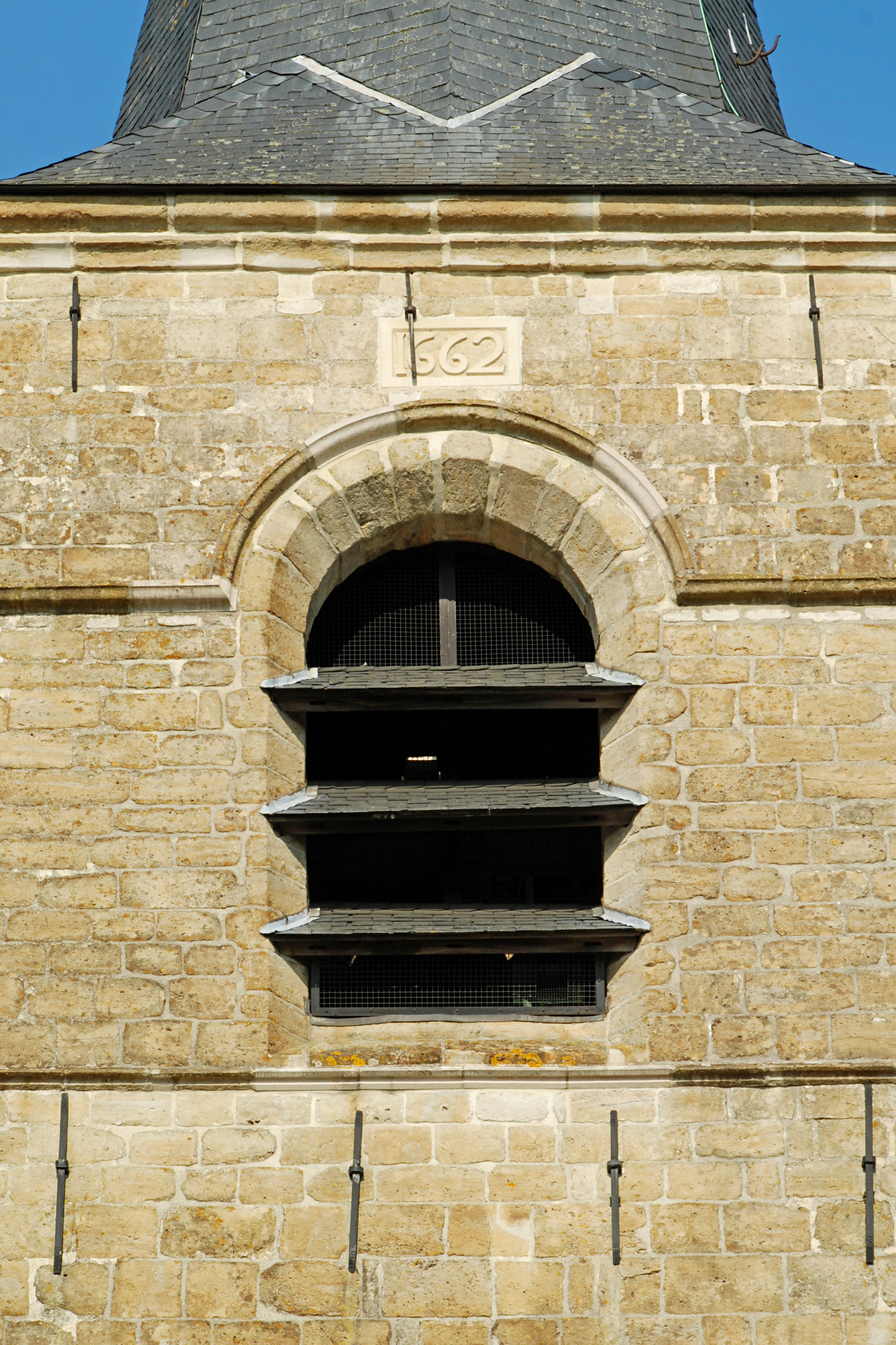
Baie campanaire et millésime 1662.
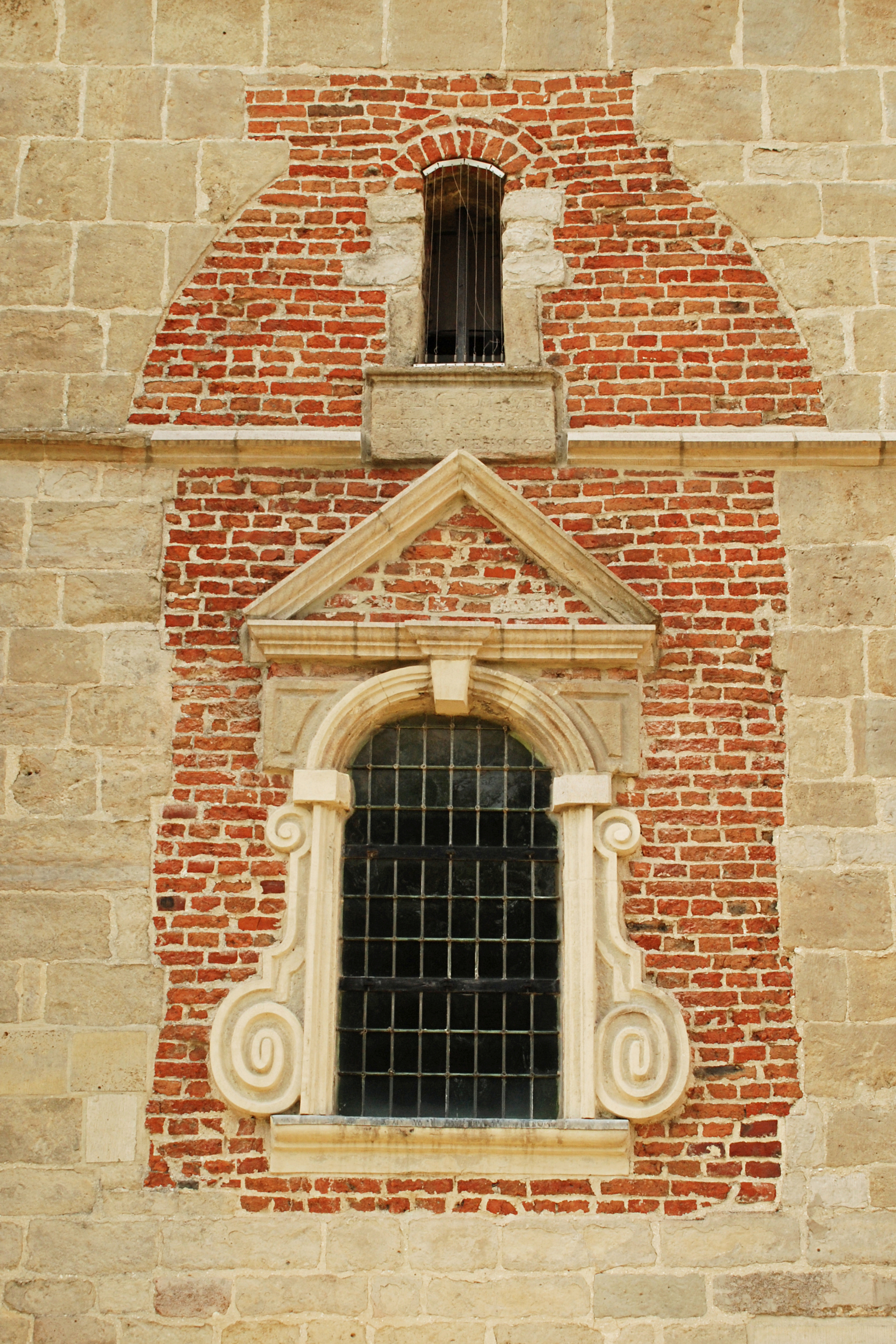
Fenêtre Renaissance et chronogramme.